# Bruno Lábaque
Bruno Lábaque (Córdoba, 11 novembre 1977) è un ex cestista argentino con cittadinanza italiana.

## Carriera

### Club
La sua carriera è iniziata nell'Atenas de Córdoba, club con cui la sua famiglia aveva stretti legami: suo padre, Felipe Lábaque, è una figura storica della società, avendone ricoperto la presidenza per molti anni in più mandati, mentre sua madre, Mirtha Magris, era figlia di uno dei fondatori del club.
Bruno ha esordito nella Liga Nacional de Básquet il 13 novembre 1994 contro il Quilmes de Mar del Plata. Nelle stagioni 1997-1998 e 1998-1999 ha vinto i primi due campionati argentini della propria carriera. Il terzo titolo nazionale lo ha vinto nel 2001-2002, annata in cui ha contribuito con un apporto medio di 12,8 punti, 2,6 rimbalzi e 3,0 assist in 55 presenze. I suoi numeri sono ulteriormente aumentati l'anno seguente, quando ha vinto il suo quarto campionato argentino ed è stato nominato MVP della regular season grazie ai suoi 18,8 punti, 2,3 rimbalzi e 3,8 assist in 48 presenze.
Nel luglio 2003 ha firmato con i Crabs Rimini, dando così inizio alla sua prima esperienza all'estero. Con la squadra romagnola ha disputato il campionato di Legadue 2003-2004 registrando una media di 9,1 punti e 2,5 assist in 22 presenze. Durante la stagione, tra la fine di ottobre e la metà di gennaio, è stato costretto a fermarsi a causa di problemi al piede destro, afflitto da una fascite plantare e da una frattura allo scafoide.
Ha continuato a giocare al di fuori dei confini nazionali anche l'anno seguente, quando ha fatto parte del Tenerife. È sceso in campo in tutte le 34 giornate della Liga ACB 2004-2005 totalizzando 5,9 punti e 2,6 assist in 25,5 minuti di media, ma la squadra ha terminato il torneo al penultimo posto ed è retrocessa.
Dopo le due stagioni trascorse in Europa, nel 2005-2006 è tornato a giocare in Argentina con il passaggio al River Plate. A seguito dell'eliminazione dei biancorossi dai play-off della LNB, nell'aprile 2006 è approdato alla Nuova Sebastiani Basket Rieti, che si apprestava a disputare i play-off della Legadue 2005-2006. In 12 apparizioni con la società sabina, eliminata in finale da Montegranaro, Lábaque ha ricoperto il ruolo di riserva del playmaker titolare Cristiano Fazzi, registrando una media di 1,2 punti e 0,6 assist in 13,8 minuti a partita.
Dal 2006 al 2009 ha vissuto la sua seconda parentesi all'Atenas de Córdoba. Durante questo periodo Lábaque ha vinto il campionato argentino per la quinta volta in carriera, con un'annata da 9,4 punti e 1,9 assist in 22,4 minuti di utilizzo medio.
Nell'estate del 2009 ha lasciato l'Atenas, firmando un contratto biennale con l'Obras Sanitarias. Ha motivato la sua decisione con il desiderio di trasferirsi a Buenos Aires per stare più vicino alla famiglia, dato che sua moglie, la popolare conduttrice televisiva Pamela David, lavorava lì.
Dopo la separazione dalla moglie, avvenuta nel 2010, e un problema alla clavicola avuto durante l'anno all'Obras Sanitarias, ha valutato la possibilità di ritirarsi dal basket, ma successivamente è tornato ad allenarsi ed è tornato a giocare per l'Atenas, rimanendovi anche per gli anni a seguire.
L'8 marzo 2017, in occasione della partita contro l'Estudiantes de Concordia, è diventato il sesto giocatore nella storia della Liga Nacional de Básquet a raggiungere le 900 presenze nel campionato. Il 7 maggio 2017, all'età di 39 anni, verso la fine della sua ultima stagione in carriera, ha disputato contro il Club de Regatas Corrientes la sua miglior partita dal punto di vista statistico, con 41 punti segnati (frutto di un 5/7 da due, 7/10 da tre e 10/12 ai tiri liberi), oltre a 8 assist e due palle recuperate, per un totale di 45 di valutazione. Il suo precedente massimo personale era di 38 punti, realizzati contro il Belgrano de San Nicolás nel 2006.
Si è ritirato dal basket giocato al termine della stagione 2016-2017. Nelle sue diciannove stagioni all'Atenas de Córdoba, con 843 partite all'attivo, è il terzo giocatore con più presenze nella storia del club, dietro solo a Diego Osella e Marcelo Milanesio. Con 7 977 punti segnati è anche il terzo miglior marcatore di sempre del club, sempre dietro agli stessi Osella e Milanesio. Dopo la conclusione della sua carriera agonistica, è stato nominato responsabile dell'area basket dell'Atenas, dove suo padre, Felipe, ricopriva per l'ennesima volta il ruolo di presidente.

### Nazionale
Ha esordito nella nazionale maggiore in occasione della vittoria contro il Cile valida per la prima giornata del Campionato sudamericano 2003 disputato a Montevideo, in Uruguay.
Con l'Argentina, ha inoltre partecipato ai Giochi panamericani di Santo Domingo 2003 e al Campionato sudamericano di Brasile 2004.

## Palmarès

### Club
- Campionato argentino: 5

Atenas: 1997-98, 1998-99, 2001-02, 2002-03, 2008-09
- Copa Argentina: 1

Atenas: 2008
- Campeonato Panamericano de Clubes: 1

Atenas: 1996
- Liga Sudamericana: 2

Atenas: 1997, 1998
- Torneo Copa de Campeones: 2

Atenas: 1998, 1999
- Torneo Súper 8: 1

Atenas: 2010

### Nazionale
- Campionati sudamericani:

Oro: 2004
Argento: 2003